# Geleytsbeek

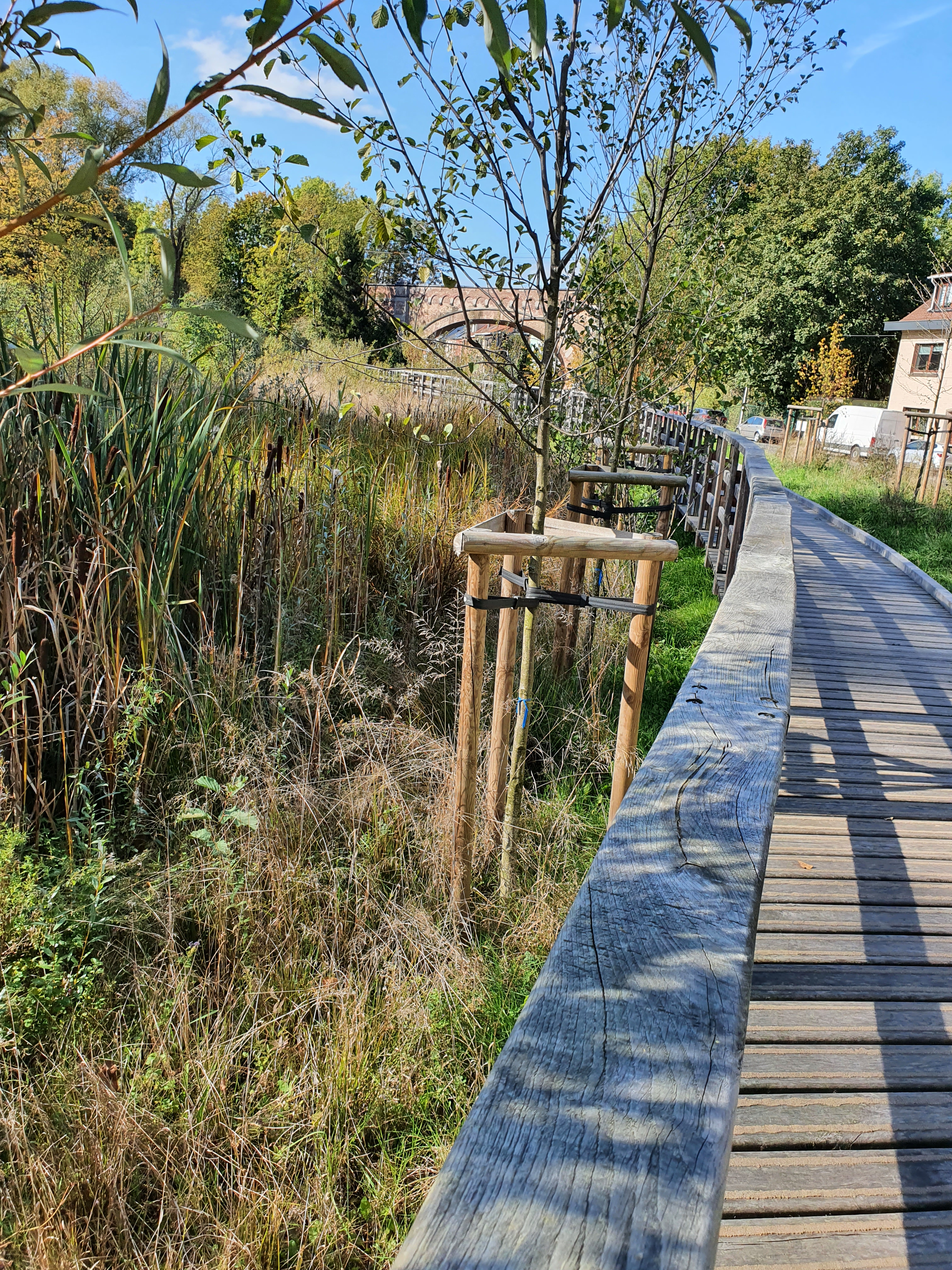
Aan de voet van de Kauwberg, de rooster laat U toe om het fytozuiveringsbekken op de Geleytsbeek te zien

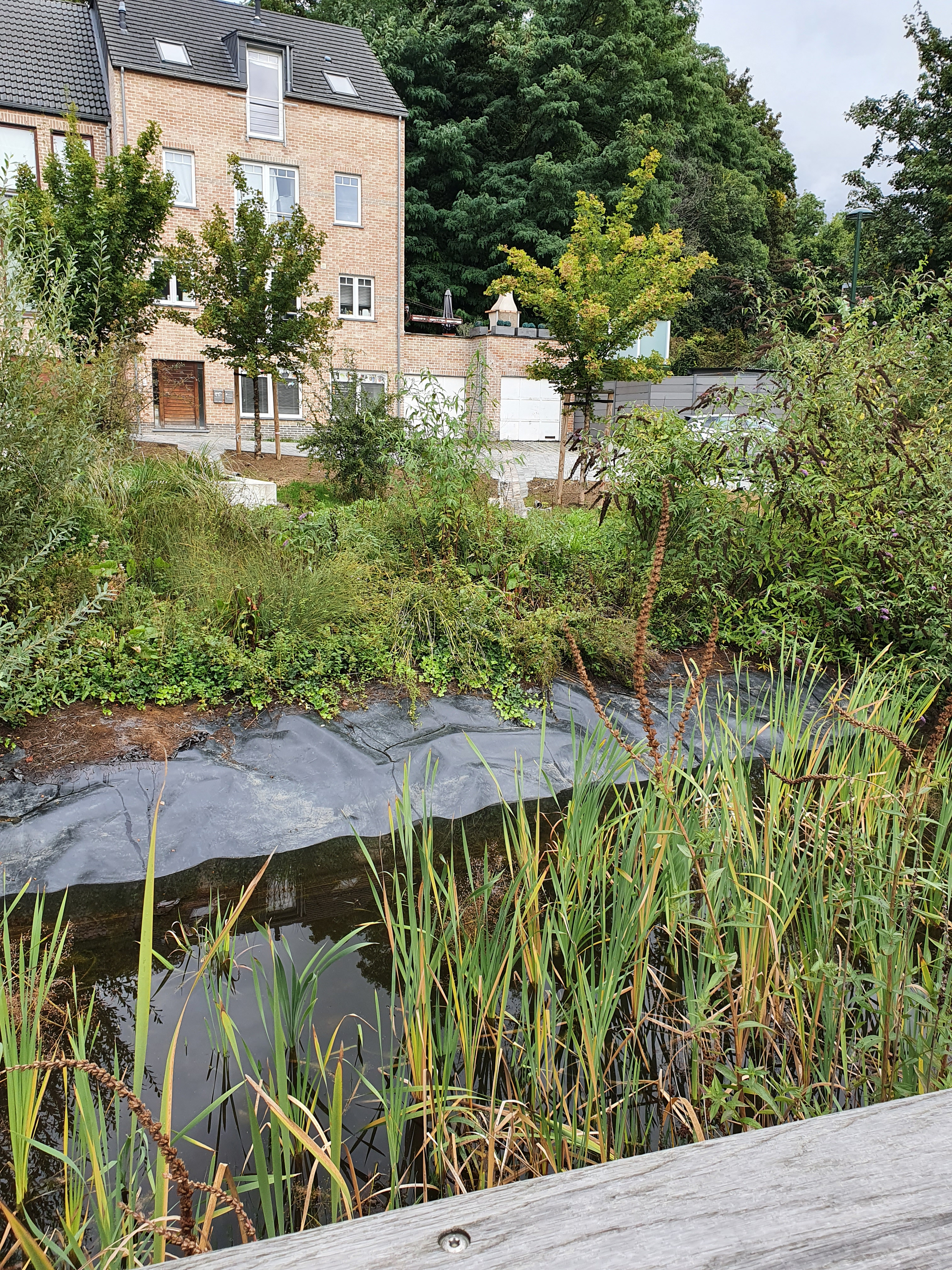
De wadi of "regentuin". Zijn retentiebekken

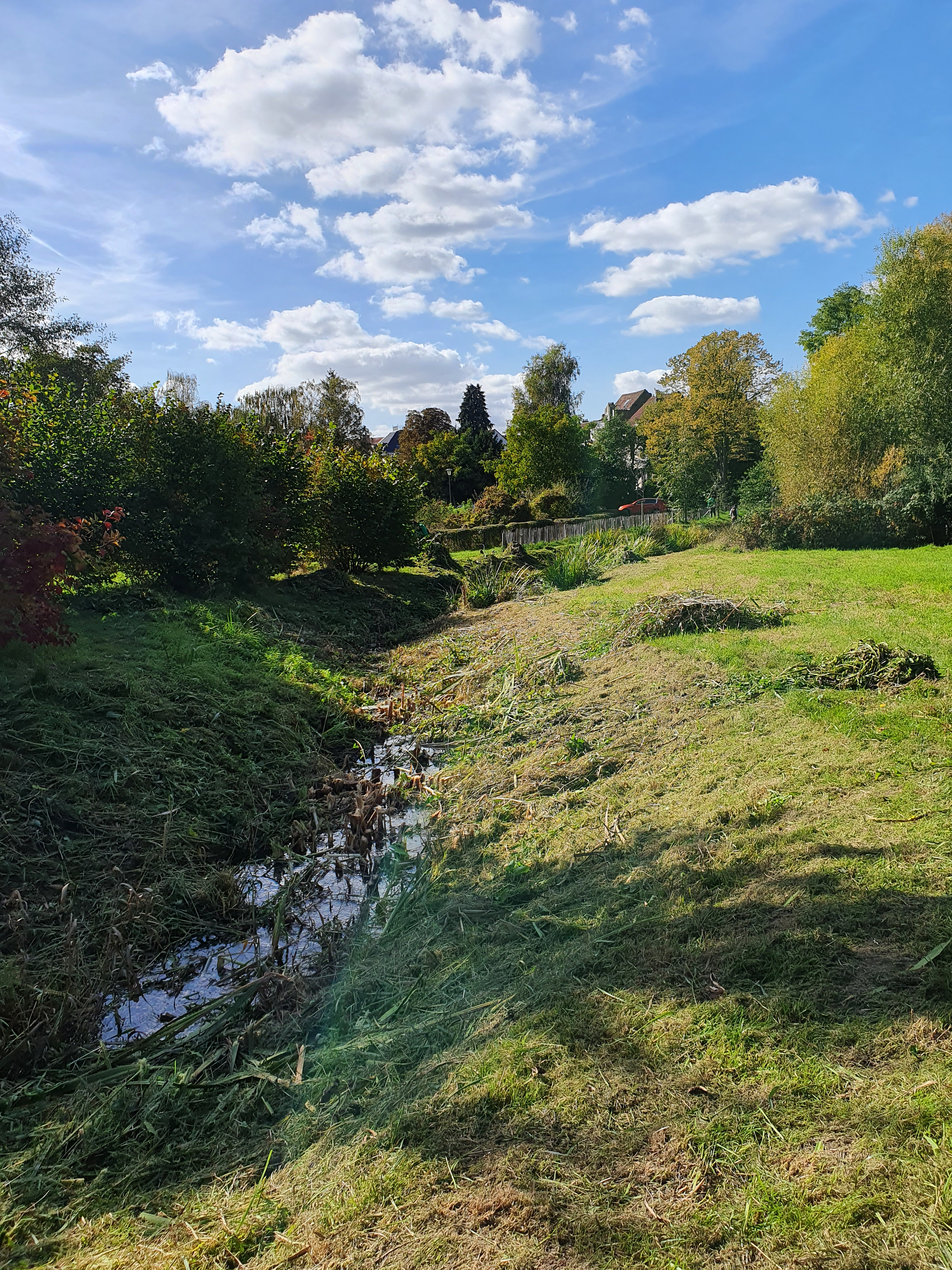
De Geleytsbeek in de Keyenbempt na het maaien

De Geleytsbeek is een waterloop in Ukkel (Sint-Jobsesteenweg, Horzelplein, Keyenbempt). De Geleytsbeek mondt uit in de Zwartebeek die op haar beurt uitmondt in de Zenne.
Sinds 2018 stroomt ze, na werkzaamheden die gezamenlijk door Leefmilieu Brussel en de gemeente Ukkel zijn uitgevoerd, over een groot deel van haar opnieuw aan open lucht. Ze loopt door of langs meerdere Natura 2000 en/of ander beschermde natuurgebieden.

## Plaatsnaamkunde
De naam Geleytsbeek (komt van 'glat', helder, fris). 'Glatbeke' werd reeds anno 1110 vermeld, een van de oudste toponiemen in de regio. In de loop van de tijd is de naam veranderd in "Geletbeke", uiteindelijk "Geleytsbeek", maar de rivier kreeg ook de naam "Molenbeek" (beek met molen.s) op kaarten van de negentiende eeuw.
De beek mag nu opnieuw 'helder' en 'fris' genoemd worden, aangezien de wateren van de Geleytsbeek hun vroegere kwaliteit hebben herwonnen, dit dankzij de werken die sinds het midden van de jaren 1990 werden uitgevoerd.

## Verloop
De gemeente Ukkel stelt een interactieve kaart van het blauwe netwerk ter beschikking.
Infofiches of afbeeldingen zijn dus project per project toegankelijk voor zowel de Geleytsbeek als voor de Ukkelbeek of de Verrewinkelbeek (ook wel Linkebeek genoemd).
De bron van de Geleytsbeek bevindt zich in het Vronerodepark waar ook de Roybeek
in de Geleytsbeek uitmondt. Al het water vloeit er momenteel (oktober 2022) in de riool. 
 :8. De mogelijkheid om de verbinding tussen het Vronerodepark en de Kauwberg te herstellen, hetzij via een bestaande leiding onder de wijk "Dolez-Wansijn", hetzij via de aanleg van een gescheiden riolering aan de Dolezlaan, wordt momenteel bestudeerd.
Gevoed door bronwater en afvloeiingswater mondt het 2de deel van de Geleytsbeek uit in de open lucht aan de voet van de Kauwberg. De hele zone werd er in 2020  heringericht in een ruime publiekvriendelijke open plein voorzien van een roosterpad in vochtig natuurgebied . Op de heuvels die gericht zijn naar het zuiden wordt er in deze vallei wijn geproduceerd.
Na het passeren van de spoorbrug loopt de Geleytsbeek in de open lucht langs de Sint-Jobsteenweg. Onderaan de Diepestraat ontvangt deze water uit de Spellemans/Coudenborrebron via een vijver. Het loopt verder door in de open lucht tot aan het kruispunt St Job / Eikenbos / Diepe. Na dit kruispunt duikt de Geleytsbeek weer in de riolering. Een scheidingsleiding met helder water wordt bestudeerd om de continuïteit van he beekje te waarborgen (selecteer de Hellevelt waterleiding project). 
Een nieuw openluchtgedeelte begint bij de bushalte aan de voet van de Helleveltlaan. Het volgt verder de steenweg tot achter het gemeenschappelijke depot, vloeit verder onder de Papenkasteel straat :6. Het kruist het prachtige pand met dezelfde naam en zijn vijver en sluit vervolgens aan bij de Engelandstraat
Tussen de Papenkasteelstraat en het kruispunt Engeland wordt de St. Jobsesteenweg geflankeerd door een wadi of "regentuin" die het water van de daken en de weg opvangt. Deze wadi voedt de grondwatertafel en de overloop ervan staat in verbinding met de Geleytsbeek.:47
Iets verderop, in de Engelandstraat, ontvangt de Geleytsbeek het water van de Groelstbeek :5 en haar zijbeekjes, de Kinsenbeek en de Gaasbeek. Dit water is van uitstekende kwaliteit; het is afkomstig uit de natuurgebieden Kinsendael, Kriekenput, het domein Herdies en de Gaasbeekvallei. :36-38
De Geleytsbeek kruist de Gulden Kasteelstraat en komt opnieuw tevoorschijn in het Horzelplein :3. De naam 'Gulden Kasteel' verwijst naar het kasteeltje dat op deze plaats stond. De molen en de aangrenzende brouwerij werden in 1971 afgebroken om plaats te maken voor het zuidelijke deel van de Ring R0
De Geleytsbeek vervolgt haar openluchtparcours door het Keyenbempt park. De Nekkersgatmolen, die sinds 2011 gerenoveerd is, was ondanks de kleine hoogteverschillen een zeer belangrijke molen in Ukkel dankzij de grote hoeveelheden beschikbaar water. Destijds mondde de Linkebeek immers uit in de Geleytsbeek net vóór de Nekkersgatmolen. 
:9. Het is de laatste van de 11 molens die in 1686 10 langs de Geleytsbeek :2 werden geregistreerd.
De Geleytsbeek eindigt in de openlucht bij de Melkriekvijver. Daarna gaat ze onder de Sterstraat door en loopt in een tunnel langs het eindpunt van tram 4 naar haar ondergrondse samenvloeiing met de Zwartebeek net voorbij de Stallestraat (het zogenaamde Menhir-kruispunt). Het project "Parking Stalle" plant het openleggen van de beek. 5 (selecteer het hydrologisch project Parking Stalle)

## Geologie
De ondergrond van de bovenloop van de Geleytsbeek en haar zijbeekjes in het natuurgebied Kinsendael Kriekenput bestaat uit zanden van Brussel. Tot in de jaren 70 werden hier zand gewonnen in talrijke zandgroeven en zandputten.. 
Het zand maakt plaats voor Kortrijkse klei (een van de formatie van de Ypresien), in de St-Jobsesteenweg ter hoogte van de Ruststraat en dit tot aan haar samenvloeiing met de Zwartebeek.
Alle bronnen van de beek ontstaan op de bodem van het dal, ter hoogte van de Kortrijkse klei

## Hydrometrie en hydrologie
Momenteel (oktober 2022) is de continuïteit van de beek gewaarborgd vanaf het kruispunt Eikenbos/St Job/Rust .
De waterkwaliteit wordt gecontroleerd als indicator voor de relevantie van de werken die gebeuren in het kader van het herstel van de beek.
De neerslag aan de oostelijke kant van de vallei wordt gemeten op het kerkhof van Ukkel (meetstation "Kinsendael" op de kaart).

## Ecologie, biodiversiteit en beschermde gebieden
Een Speciale Beschermingszone (SBZ) 13  betreft het zuidelijk deel van het Brussels gewest (2015). Het omvat 15 stations en beslaat 135 ha. 7 van deze stations, met een oppervlakte van 86 ha, liggen in de vallei van de Geleytsbeek zelf of in die van haar zijbeek de Groelstbeek, waar zich het Kinsendael natuurgebied vormt.
| Meetstation | naam                | oppervlakte (ha) |
| ----------- | ------------------- | ---------------- |
| II-10       | Fond’Roy Park       | 8,8              |
| II-9        | Kauwberg            | 46,9             |
| II-15       | Domein Papenkasteel | 2,4              |
| II-11       | Engeland            | 15,3             |
| II-2        | Kinsendael          | 7,6              |
| II-3        | Kriekenput          | 4,8              |
| II-4        | Domein Herdies      | 1,0              |
| Totaal      | 7 stations          | 86.8             |

Deze natuurgebieden evenals de verschillende werkzaamheden om delen van de beek weer in openlucht te laten stromen, betekenen een steun voor de ontwikkeling van de biodiversiteit en de verbetering van de biotische kwaliteit.
Zij zorgen voor de continuïteit van de beek (de blauwe schakel). Zij creëren ecologische corridors die gunstig zijn voor fauna en flora (de groene schakel).
In de niet-beboste, soms moerassige delen (voet van de Kauwberg, benedenzijde van de Chênaiestraat, Bourdonvlakte, Keyenbempt) komen de gebruikelijke planten van natuurlijke beken voor: kleine lisdodden, waterkers, moerasiris, die symbool van het Brussels gewest is en op zijn vlag prijkt. Zij bloeit in mei.
Te noteren is echter dat kleine lisdodden en waterkers twee invasieve soorten zijn die een goede zuurstofvoorziening van de waterloop kunnen verhinderen. De lisdodden worden gemaaid en de waterkers wordt verwijderd tijdens de tweejaarlijkse onderhoudswerkzaamheden van de gemeente Ukkel en Leefmilieu Brussel.
De Groelstbeek, de Kinsenbeek, de Gaasbeek (ook wel Eikelenbosbeek genoemd) zorgen voor vochtige zones in laag beboste gebieden en in weilanden. Planten zoals elzen komen voor in de boszone en groot hoefblad in de weidezone.
Beuken, platanen, waarvan er één als opmerkelijke boom werd geclassificeerd. en kunstmatige rotspartijen zijn restanten van de voormalige romantische Engelse tuinrn van het landgoed Kinsendael, dat tussen 1890 en 1924 eigendom was van Charles Woeste
Het water van de Groelstbeek en de Kinsenbeek is van uitstekende kwaliteit. Er komt een zoetwatergarnaal, de ‘gammare’, in voor en in de vijvers stroomafwaarts kan men enkele stekelbaarsjes zien.
Deze natte en moerassige gebieden zijn geschikt voor kikkers. Tussen het natuurgebied Kinsendael en het landgoed Papenkasteel werden padden-oversteekplaatsen ingericht, waardoor deze amfibieën de Engelandstraat 16 kunnen oversteken.